# Mironești, Giurgiu
Mironești (în trecut, Coeni sau Cueni) este un sat în comuna Gostinari din județul Giurgiu, Muntenia, România.